# Ancy
Ancy ist eine französische Gemeinde mit 674 Einwohnern (Stand: 1. Januar 2022) im Département Rhône in der Region Auvergne-Rhône-Alpes. Sie gehört zum Arrondissement Villefranche-sur-Saône und zum Kanton Tarare.

## Geographie
Ancy liegt etwa 25 Kilometer westnordwestlich von Lyon in der Landschaft Beaujolais. Umgeben wird Alix von den Nachbargemeinden Saint-Forgeux im Nordwesten, Saint-Romain-de-Popey im Nordosten, Savigny im Südosten, Saint-Julien-sur-Bibost im Süden sowie Montrottier im Südwesten.

## Weblinks

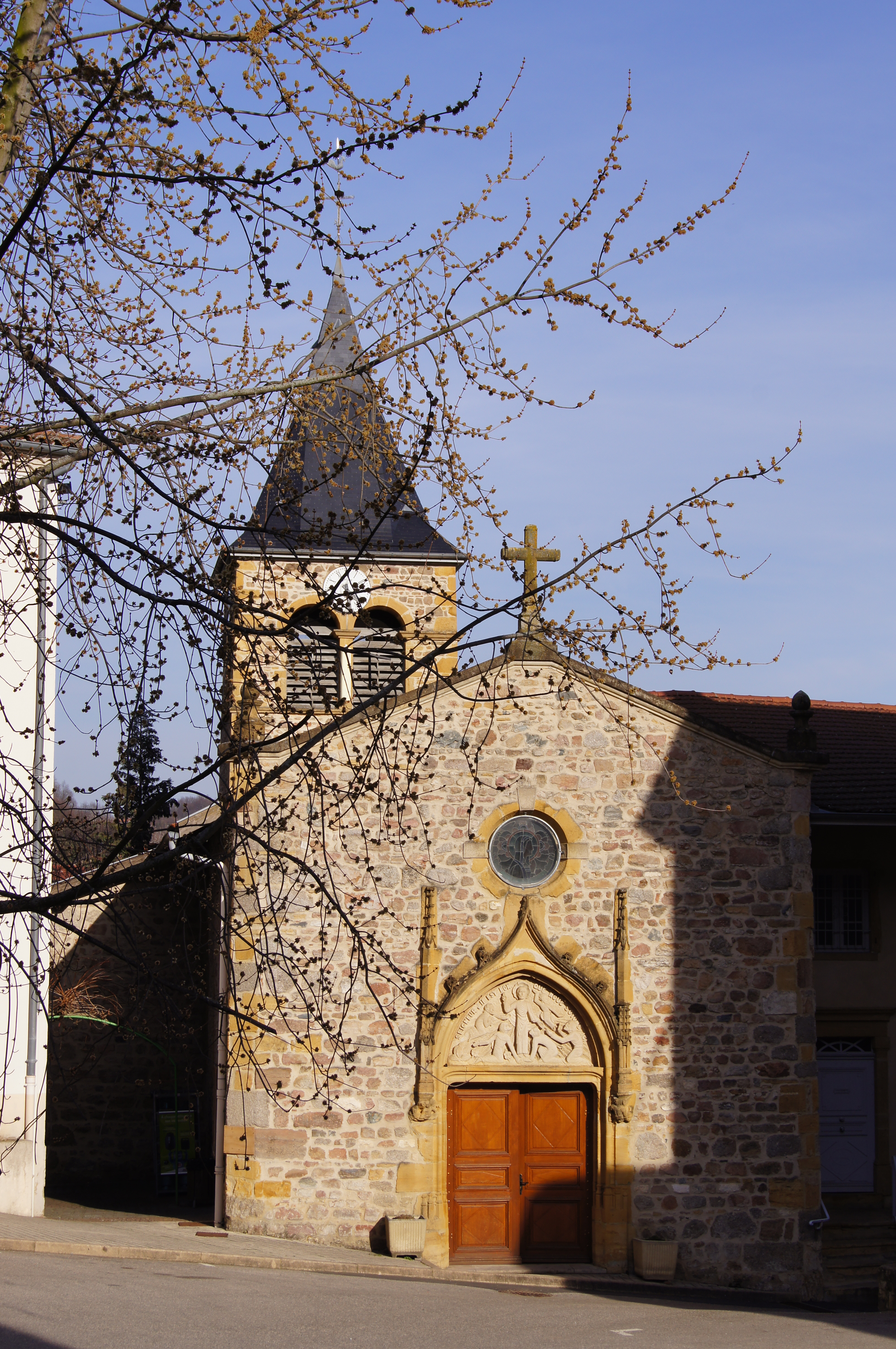
Kirche Saint-Pierre

## Bevölkerungsentwicklung
| Jahr                       | 1962 | 1968 | 1975 | 1982 | 1990 | 1999 | 2006 | 2012 | 2019 |
| Einwohner                  | 444  | 406  | 355  | 371  | 448  | 475  | 537  | 597  | 668  |
| Quellen: Cassini und INSEE |      |      |      |      |      |      |      |      |      |